# Omphalogramma forrestii
Omphalogramma forrestii là một loài thực vật có hoa trong họ Anh thảo. Loài này được Balf. f. mô tả khoa học đầu tiên năm 1920.